# يوهان غوتفريد بريمزر
يوهان غوتفريد بريمزر (بالإنجليزية: Johann Gottfried Bremser)‏ من مواليد 19 أغسطس 1767م في فيرتهايم آم مين - وتُوفي في 21 أغسطس 1827م في فيينا هو علم طفيليات وصحة ألماني نمساوي.

## حياته العلمية
حصل بريمزر على الدكتوراه الطبية في عام 1796م من جامعة يينا، وبعد التخرج، أجرى جولة دراسية من خلال ألمانيا وسويسرا وإيطاليا، ثم استقر في عام 1797م في فيينا حيث بدأ عمله كطبيب. وقد تطور اهتمامه في مجال علم الديدان الطفيلية، ثم بدأ جمع الديدان في حوالي 1806م من خلال طلب من العالم كارل فرانز أنطون ريتر فون سكريبرس، مدير مؤسسة ناتورالينكابينيت في فيينا، والتي أصبحت في نهاية المطاف واحدة من أفضل مجموعات الديدان الطفيلية في العالم. أجرى بريمرز أبحاثًا علمية في عام 1815م في باريس. استسلم بريمرز للمرض في عام 1825م، وتُوفي بعد عامين في فيينا وهو في سن الستين.
كان بريمرز من أوائل المشجعين على اللقاحات الطبية في فيينا، وحاجج في قضية لقاح جدري البقر الإلزامي لجميع اللقاحات.

## أعمال مختارة
- حول جدري البقر ، 1801.
- "الديدان الحية في حياة الناس"، 1819 (على الديدان الحية في البشر الذين يعيشون). وترجم لاحقًا إلى الفرنسية ونشر باسم  السمة الحيوانية والفسيولوجية للديدان الطفيلية، 1824.
- الديدان الأسطوانية الشكل، 1824.[5]